# 金冠翠蜂鸟
金冠翠蜂鸟（学名：Cynanthus auriceps），是雨燕目蜂鸟科的一种鸟类。
金冠翠蜂鸟体重约2.6克，翼长约43.2毫米，嘴峰长约16.2毫米，喙宽度约1.4毫米，喙厚度约1.7毫米，跗蹠长约3毫米，尾长约35.1毫米。金冠翠蜂鸟在其分布区内为留鸟，其栖息在半开放的灌木丛中，食性为草食性，主要食物来源是植物的花蜜。
金冠翠蜂鸟分布于墨西哥西部锡那罗亚州南部至杜兰戈州、格雷罗州和瓦哈卡州的南部。该物种是单型物种，没有亚种分化。